# Сватбеният агент
„Сватбеният агент“ (на английски: The Wedding Planner) е германско-американски романтична комедия от 2001, с участието на Дженифър Лопес и Матю Макконъхи.

## Сюжет
Внимание:  Текстът по-долу разкрива сюжета на произведението (или части от него)!
Лопес играе сватбеният агент Мери Фиоре, която е готова на всичко за другите, докато не среща д-р Джейсън Филас (Макконъхи).

## Сватбеният агент В България
На 5 април 2010 г. НТВ излъчи филма с български дублаж за телевизията. Дублажът е на Арс Диджитал Студио. Екипът се състои от:
| Роля                 | Изпълнител                                                                           |
| -------------------- | ------------------------------------------------------------------------------------ |
| Преводач             | Лидия Иванова                                                                        |
| Озвучаващи артисти   | Силвия Русинова Десислава Знаменова Светозар Кокаланов Александър Митрев Васил Бинев |
| Режисьор на дублажа  | Ралица Ботева                                                                        |
| Техническа обработка | Арс Диджитал Студио                                                                  |
| Тонрежисьор          | Борис Драганов                                                                       |